# 55-я отдельная артиллерийская бригада
55-я отдельная артиллерийская бригада «Запорожская Сечь» (укр. 55-та окрема артилерійська бригада «Запорізька Січ», сокр. 55 ОАБр, в/ч А1978, пп В0105) — воинское соединение артиллерийских войск Вооруженных сил Украины. Дислоцируется в Запорожье, подчиняется оперативному командованию «Восток». Название «Запорожская Сечь» носит с 22 августа 2018 года.

## Образование
Является правопреемником 55-й артиллерийской Будапештской Краснознамённой, орденов Богдана Хмельницкого и Александра Невского дивизии Одесского военного округа. Личный состав принял воинскую присягу Вооружённых сил Украины в январе 1992 года. В январе 1998 года дивизия вошла в состав сформированного Южного оперативного командования. Образована в 2005 году как 55-я отдельная артиллерийская Будапештская орденов Красного Знамени, Богдана Хмельницкого и Александра Невского бригада в результате реформирования на базе управления 2-й тактической группы артиллерии (в/ч А1978) и 20 артиллерийского полка (в/ч А1498).

### Война на востоке Украины
1 марта 2014 года бригада приведена в полную боевую готовность. Весной 2014 года запорожские артиллеристы проводили демонстрационные действия в Новотроицком районе Херсонской области возле административной границы с Крымом.
С апреля 2014 года артиллерийские батареи бригады участвовали в боевых действиях на Донбассе. На протяжении лета 2014 года подразделения бригады обеспечивали огневую поддержку механизированных и десантных бригад, а также  добровольческих батальонов. Принимали участие в боях в Лимане, Славянске, Северске, Лисичанске. С мая по начало августа две батареи 55-й бригады вместе с другими бригадами ВСУ находились в окружении на украино-российской границе — под ежедневными обстрелами «Градов», с ограниченным боекомплектом, почти без воды и продовольствия.
С августа 2014 по февраль 2015 годов подразделения бригады участвовали в обороне Дебальцевского плацдарма. С октября того же года 2-я, 3-я и 4-я гаубичные батареи бригады поддерживали огнем защитников Донецкого аэропорта, выпустив более 15 тысяч снарядов по вражеским целям. В ноябре 2014 года в состав бригады введен 39-й отдельный мотопехотный батальон (ныне действующий батальон охраны бригады). Боевой путь пехотного подразделения — Старобешево, Иловайск, Волноваха, Трехизбенка, Золотое, 29-й блокпост. Зимой 2017 года батальон участвовал в обороне позиций под Авдеевкой, отразив несколько атак частей Народной милиции ДНР.
55-я отдельная артиллерийская бригада неоднократно признавалась одной из наиболее боеспособных артиллерийских подразделений Вооруженных сил Украины.

### Потери
- Летом 2014 года бригада понесла первые боевые потери - погибли солдат Василий Косенко, майор Сергей Белокобыльский, подполковник Петр Третяк, старший сержант Евгений Сиротин[2].
- 14 февраля 2015 года, за двадцать минут до режима прекращения огня, введённого Минскими соглашениями, в результате попадания в блиндаж снаряда РСЗО «Град» сил ДНР погиб старший сержант Евгений Дужик. Младший сержант Александр Говоруха получил тяжёлые ранения и умер на следующий день в районной больнице Бахмута Донецкой области[3].

### Вторжение России на Украину
Принимает участие в боевых действиях с начала вторжения России на Украину. С октября 2023 года принимает участие в боях под Авдеевкой.

## Вооружение
В 2022—2023 году бригада получила на вооружение французские САУ CAESAR 6x6.

## Структура

### 1998
- Управление 55-й артиллерийской дивизии (затем управление 2 тактической группы артиллерии).
- 263-я противотанковая артиллерийская бригада
- 2335-й разведывательный артиллерийский полк
- 237-я противотанковая артиллерийская бригада (Новоалександровка) (затем 20-й артиллерийский полк)
- 371-я реактивно-артиллерийская бригада

### 2017
В составе бригады 6 дивизионов:
- 1-й артиллерийский дивизион (2А36 «Гиацинт-Б»)
- 2-й артиллерийский дивизион (2А36 «Гиацинт-Б»)
- 3-й артиллерийский дивизион (2А65 «Мста-Б»)
- 4-й артиллерийский дивизион (2А65 «Мста-Б»)
- Противотанковый артиллерийский дивизион (МТ-12 «Рапира»)
- Дивизион артиллерийской разведки
- Батальон охраны (39-й отдельный мотопехотный батальон)

## Символы

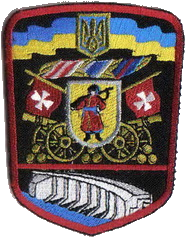
Эмблема 55-й отдельной артиллерийской бригады (2009 год)

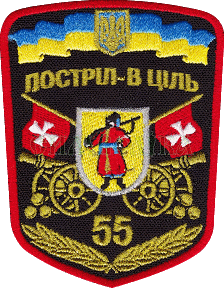
Эмблема 55-й отдельной артиллерийской бригады (2015 год)

22 июля 2010 года Указом Президента Украины № 780/2010 бригаде присвоено почетное наименование «имени дважды Героя Советского Союза генерал-полковника Василия Петрова». 18 ноября 2015 года из официального названия бригады убрали упоминания о советских наградах.
Указом Президента Украины от 22 августа 2018 № 232/2018 бригаде присвоено почетное наименование «Запорожская Сечь».
23 февраля 2019 года Начальник ГШ ВСУ Виктор Муженко официально утвердил новую эмблему бригады. 12 октября того же года артиллеристы 55-й бригады первыми среди всех артиллерийских бригад ВСУ торжественно получили официальные береты цвета «пламя».

## Командование

### Командиры
- полковник Лорман, Борис Анатольевич (2005—2007)
- полковник Замотаев, Евгений Николаевич (2007—2010)
- полковник Брусов, Сергей Евгеньевич (2010 — 5 марта 2018, с начала марта 2018 — заместитель командующего ОК «Восток» по территориальной обороне)
- полковник Качур, Роман Владимирович (с 5 марта 2018)[12]

### Начальники штаба
- подполковник Брусов, Сергей Евгеньевич (2005—2007)
- полковник Мусиенко, Сергей Николаевич (2007—2013)
- полковник Химченко, Александр Сергеевич (2013—2015)
- полковник Паровой, Игорь Васильевич (2015—2020)
- подполковник Денисов, Андрей Владимирович (с 2020)